# カロネード (上陸火力支援艦)
カロネード (USS Carronade, IFS-1/LFR-1) は、アメリカ海軍の火力支援艦。艦名はカロネード砲にちなむ。
沿岸火力支援艦 (Inshore Fire Support Ship, IFS) として、「カロネード」はブラウンウォーター・ネイビーでの運用を考慮して建造された。その武装は40mm連装対空砲を艦の前後に装備し、127mm多目的砲1門および連装自動ロケットランチャー8基も装備した。それぞれのランチャーは毎分30発のロケット弾を発射することができた。

## 艦歴
「カロネード」は1952年11月19日にワシントン州シアトルのピュージェット・サウンド・ブリッジ・アンド・ドレッジングで起工する。1953年5月26日にL・ハーンドン夫人によって命名、進水し、1955年5月25日に艦長D・O・ドラン少佐の指揮下就役した。
1955年7月21日にブレマートンを出港し、母港のサンディエゴに向かう。サンディエゴには7月24日に到着、7月26日にはチャールズ・トーマス海軍長官の視察を受けた。最初の沿岸火力支援艦であった「カロネード」はサンディエゴ海域で広範囲訓練を行い、1956年3月19日に真珠湾に向けて出航、1ヶ月間の作戦任務に就く。サンディエゴに帰還し沿岸での訓練を再開、8月20日、21日にはバンクーバーへの親善訪問を行う。その後1956年11月から1957年1月にかけて揚陸演習に参加、沿岸火力支援艦の有効性を実証した。
「カロネード」はサンディエゴ海域で沿岸活動を再開し、途中オーバーホールを受けながら任務に従事した。1958年1月18日から7月15日まで極東で活動し、西海岸へ帰還すると1959年の秋まで沿岸で活動、その後再び極東での任務に赴いた。1960年2月にサンディエゴに帰還、「カロネード」は同地で5月31日に退役し、予備役として保管された。
1965年に「カロネード」は再就役し、LFR-1 （上陸火力支援艦）と指定される。ベトナム戦争で「カロネード」は第93沿岸火力支援艦隊の旗艦として、「クラリオン・リバー (USS Clarion River, LFR-409)」、「セントフランシス・リバー」、「ホワイト・リバー (USS White River, LFR-536)」と共に陸上部隊への支援を行った。
「カロネード」は1970年に再び退役し、1973年5月1日に除籍された。その後1974年9月1日にスクラップとして売却された。